# All for You (álbum de Janet Jackson)
All for You é o sétimo álbum de estúdio da cantora norte-americana Janet Jackson, lançado em 24 de abril de 2001 pela gravadora  Virgin Records. Seu desenvolvimento e tema foi inspirado pela separação de Jackson de René Elizondo, Jr, experimentando encontros com outros homens pela primeira vez. Diferente de seu álbum anterior, The Velvet Rope, que tratava de problemas mais obscuros como violência doméstica e depressão, All for You apresentou uma sonoridade dance-pop mais otimista, incorporando rock, house, e funk, bem como soft rock e música oriental. Suas letras focam em paixão, romance e sexo, também abrangendo temas como traição e fraude. Sua linguagem explícita e o conteúdo sexual de várias músicas levaram a controvérsias, levando o álbum a ser banido em vários países.
All for You foi bem recebido por críticos musicais, que elogiaram sua natureza otimista e a inovação sonora de várias músicas. Foi considerado também um de seus álbuns mais sensuais e entre os melhores da carreira de Jackson. O álbum recebeu três indicações ao Grammy, incluindo "Best Vocal Pop Album", vencendo "Best Dance Recording" por sua faixa-título. Tornou-se o quinto álbum consecutivo de Jackson a estar no topo da Billboard 200 nos Estados Unidos e teve as maiores vendas de uma primeira semana de sua carreira. Após seu lançamento, também conquistou a segunda maior primeira semana de vendas para uma artista feminina na história da Nielsen SoundScan. Ele alcançou as cinco primeiras colocações na maioria dos países a nível internacional e foi o álbum internacional mais vendido do ano no Japão.
O primeiro single "All for You" se tornou um dos singles mais bem sucedidos de Jackson e quebrou vários recordes de airplay. Foi o maior sucesso do ano, permanecendo no primeiro lugar da Billboard Hot 100 durante sete semanas. "Someone to Call My Lover" também obteve sucesso, alcançando o terceiro lugar nos Estados Unidos e os dez e vinte primeiros em muitos países a nível internacional, enquanto "Son of a Gun (I Betcha Think This Song Is About You)" alcançou um sucesso moderado. "Come On Get Up" foi lançado como um single promocional no Japão. "Doesn't Really Matter", que fez parte da trilha sonora do filme Nutty Professor II: The Klumps em 2000, foi também incluído no álbum.
Para promover o album, Jackson foi declarada o ícone inaugural da MTV, recebendo um tributo televisionado intitulado MTV Icon: Janet Jackson. O especial honrou o legado da cantora na música e cultura popular, em reconhecimento de "uma das mais influentes e amadas criadoras de gostos do pop contemporâneo". Jackson também embarcou na All for You Tour, que fez dela o terceiro ato de mais sucesso em turnês do ano. A promoção do álbum foi encerrada prematuramente devido às perdas financeiras de outros artistas na gravadora Virgin, apesar de seu sucesso.

## Conceito
Em 2000, Jackson separou-se de René Elizondo, Jr., expondo seu casamento secreto de nove anos ao público quando ele pediu o divórcio, levando ao escrutínio da mídia. Em meio à separação, Jackson começou a gravar seu sétimo álbum de estúdio. A MTV News informou que Jackson tinha quase concluído o trabalho no álbum "otimista, divertido e despreocupado", em contraste com o tom mais sombrio de seu lançamento anterior, The Velvet Rope. O produtor Jimmy Jam declarou: "Este disco agora, mesmo que não seja o melhor dos momentos em sua vida pessoal, ela sente que o futuro é brilhante... Ela está animada com a música e com a vida em geral. Ela está animada com o ano que vem tem para ela, e esse é o tom que ela deu a si mesma e [ao álbum]". Jam acrescentou: "Na história de Janet, os discos que são os discos felizes, que fazem as pessoas sorrir, sempre tradicionalmente foram os discos mais bem sucedidos... voltando ao passado para músicas como "When I Think of You" para "Doesn't Really Matter". Esse continua essa tradição, com um tipo de referência à música dance dos anos 80". O presidente da Virgin Records, Roy Cooper, afirmou: "O novo álbum é muito brilhante, muito animado e dinâmico. Ela queria fazer um álbum que fosse rítmicamente forte, bem como melodicamente forte. Ela também queria um começo tão explosivo e forte quanto possível, e esse certamente é qualificado para tal". Explicando seu conceito, Jackson disse:

"Eu chamo meu último lançamento de All for You. O você é meus fãs que ficaram comigo e me viram crescer; o Você é a misteriosa força do amor que é a fonte da criatividade; e o Você é também eu. All for You é um conjunto de músicas que me ajudaram a passar de um nível emocional para outro. Eu sou o tipo de artista que não tem escolha a não ser escrever o que eu sinto. Velvet Rope me levou para dentro de meus medos e frustrações. All for You trouxe-me para fora, feliz em um nível natural, convencida de que eu realmente posso expressar alegria na face da dor. Meu humor está mudando. Se você ouvir o CD, você vai ouvir o que eu estou passando. Há raiva, mágoa, arrependimento, até mesmo aquela veia familiar de autocrítica severa que não consigo abalar. (Eu ainda não consigo ver nenhum dos meus filmes ou fitas de concerto, eu ainda me envergonho quando me vejo atuar ou dançar.) Mas há também confiança. Espero que isso não soe egoísta, mas desta vez eu fiquei sozinha e fiz minha arte de acordo com meu coração. Eu me sinto livre, e não há nada mais maravilhoso do que a liberdade".

## Faixas
1. "Intro" – 1:00
2. "You Ain't Right" (Janet Jackson, James Harris III, Terry Lewis, Dana Stinson) – 4:32
3. "All for You" (Jackson, Harris, Lewis, David Romani, Wayne Garfield, Mauro Malavasi) – 5:30 Contains a sample of Change's "The Glow of Love" (David Romani, Wayne Garfield, Mauro Malavasi)
4. "2wayforyou (Interlude)" – 0:19
5. "Come On Get Up" (Jackson, Harris, Lewis, Stinson) – 4:47
6. "When We Oooo" (Jackson, Harris, Lewis) – 4:34
7. "China Love" (Jackson, Harris, Lewis) – 4:36
8. "Love Scene (Ooh Baby)" (Jackson, Harris, Lewis) – 4:16
9. "Would You Mind" (Jackson, Harris, Lewis, Stinson) – 5:31
10. "Lame (Interlude)" – 0:11
11. "Trust a Try" (Jackson, Harris, Lewis, Stinson) – 5:16
12. "Clouds (Interlude)" – 0:19
13. "Son of a Gun (I Betcha Think This Song Is About You)" (with Carly Simon) (Jackson, Harris, Lewis, Carly Simon) – 5:56 Contains a sample of Carly Simon's "You're So Vain" (Carly Simon)
14. "Truth" (Jackson, Harris, Lewis, James Wright, Stan Vincent) – 6:45
15. "Theory (Interlude)" – 0:26
16. "Someone to Call My Lover" (Jackson, Harris, Lewis, Dewey Bunnell) – 4:32 Contains a sample of America's "Ventura Highway" (Dewey Bunnell)
17. "Feels So Right" (Jackson, Harris, Lewis, Stinson) – 4:42
18. "Doesn't Really Matter" (Jackson, Harris, Lewis) – 4:25
19. "Better Days" (Jackson, Harris, Lewis) – 5:05
20. "Outro" – 0:09